# Relations entre l'Autriche et la Croatie
Les relations entre l'Autriche et la Croatie sont les relations extérieures bilatérales entre l'Autriche et la Croatie, deux États membres de l'Union européenne.

## Histoire

### Contexte
La Croatie et l'Autriche faisaient partie de la même union pendant près de 400 ans au sein de la Monarchie de Habsbourg (1527-1804), de l'empire d'Autriche (1804-1867) et de l'Autriche-Hongrie (1867-1918). Les régions croates d'Istrie et de Dalmatie était sous administration autrichienne depuis le compromis de 1867 et jusqu'à sa chute en 1918.
En effet, après la mort de Louis II de Hongrie à Mohács, une crise monarchique au sein du Royaume de Hongrie éclata. Le parlement croate se réunit en 1527 dans le château de Cetin pour choisir Ferdinand Ier du Saint-Empire de la maison de Habsbourg comme nouveau roi de Croatie, à condition qu'il défende la Croatie contre l'Empire ottoman lors de la guerre de Cent Ans croato-turque et en respectant ses droits politiques, bien qu'il faillit à tenir ses promesses.

### Fin de la Guerre froide et indépendance de la Croatie
L'Autriche a été l'un des premiers pays à appeler à la reconnaissance de la Croatie après son indépendance dans les années 1990.

## Coopérations

### Diaspora
Près de 120 000 Croates vivent en Autriche, dont 56 785 ont la citoyenneté croate. Le groupe le plus reconnaissable de Croates en Hongrie sont les Croates du Burgenland qui vivent dans l’État autrichien de Burgenland. Les 297 Autrichiens de Croatie sont officiellement reconnus comme une minorité par la Constitution de la Croatie et disposent donc d'un siège au sein du Parlement de Croatie.

## Sources
- (en) Cet article est partiellement ou en totalité issu de l’article de Wikipédia en anglais intitulé « Austria–Croatia relations » (voir la liste des auteurs).

## Compléments